# Caroperla
Caroperla is een geslacht van steenvliegen uit de familie borstelsteenvliegen (Perlidae). De wetenschappelijke naam van het geslacht is voor het eerst geldig gepubliceerd in 1946 door Kohno.

## Soorten
Caroperla omvat de volgende soorten:
- Caroperla longiseta Sivec & Stark, 2010
- Caroperla pacifica Kohno, 1946